# Nazionale maschile under 21 di baseball della Russia
La nazionale maschile under 21 di baseball russa rappresenta la Russia nelle competizioni internazionali di età non superiore ai ventuno anni.

## Piazzamenti

### Europei
- 2006 :  1°
- 2010 :  2°
- 2014 :  3°
- 2016 :  2°